# السياحة في الإمارات

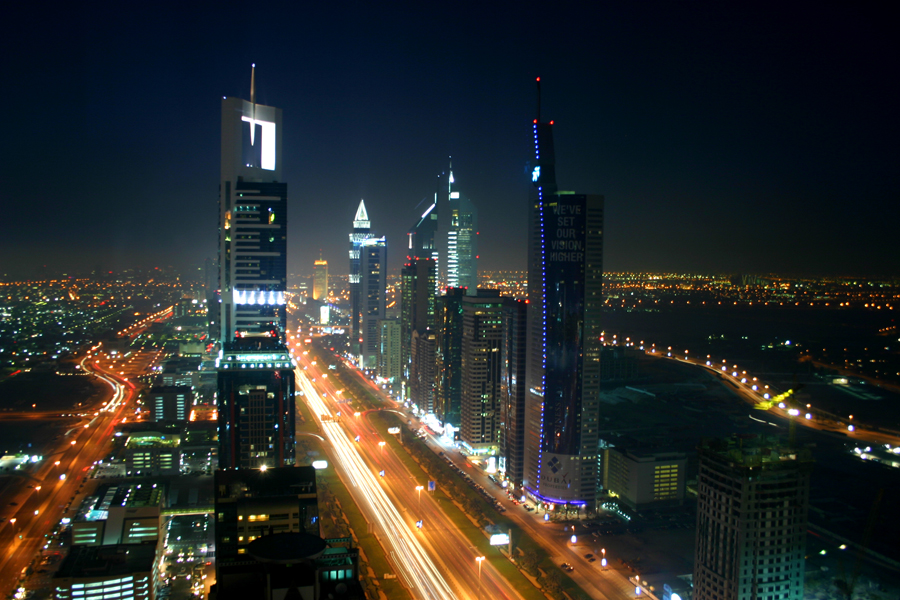
منظر من مدينة دبي ليلا

تعتبر السياحة في الإمارات من القطاعات الاقتصادية الهامة، حيث أولت دولة الإمارات العربية المتحدة اهتماما بالقطاع السياحي بشكل كبير. فطورت البنية التحتية والمرافق الخدمية لتلبية متطلبات السياح، ورفعت مستوى الخدمات في القطاع الفندقي والنقل المريح. كما أقامت الفعاليات والمهرجانات التي كان لها دور واضح في استقطاب السيّاح من مختلف أنحاء العالم.
تعتبر الإمارات من الدول الجاذبة للسياح على الصعيد العربي، وخاصة مدينة دبي التي تميزت بالسياحة الفاخرة. نتيجة لذلك، أصبحت دولة الإمارات تعتمد بشكل كبير على السياحة كأحد أهم القطاعات الاقتصادية غير النفطية في الدولة.
الإمارات حاليًا هي من ضمن العشر وجهات سياحية الأكثر نموًا في العالم وفقًا لمنظمة السياحة العالمية، حيث وصل عدد السياح الوافدين إلى الدولة إلى 15.5 مليون سائح. تلعب السياحة في الإمارات دورًا محوريًا في دفع العجلة الاقتصادية، إذ بلغت قيمة مساهمتها المباشرة في الناتج المحلي لعام 2016 قرابة 68.5 مليار درهم (18.7 مليار دولار أمريكي)، أي ما يعادل 5.2٪ من إجمالي الناتج المحلي. أما قيمة المساهمة الإجمالية، فقد بلغت 159.1 مليار درهم (42.3 مليار دولار أمريكي) بنسبة 12.1٪ من إجمالي الناتج المحلي. كما تصدرت دولة الإمارات قائمة الوجهات الأكثر جذبًا للسياحة العائلية.
بلغت عائدات قطاع السياحة والسفر في العام 2022 ما يقارب 167 مليار درهم، بنسبة مساهمة 9% من الناتج المحلي الإجمالي، وزادت هذه العائدات في العام 2023 إلى 220 مليار درهم محققة نموًا بنسبة 26% عن العام 2022، بنسبة مساهمة 11.7% من الناتج المحلي الإجمالي للدولة.
كما ساهم القطاع السياحي بتوفير حوالي 809 ألف فرصة عمل في القطاعات السياحية المختلفة خلال العام 2023.
ومن المتوقع أن يصل إجمالي الوظائف التي يوفرها قطاع السفر والسياحة إلى 833 ألف وظيفة في العام 2024

## نمو القطاع السياحي

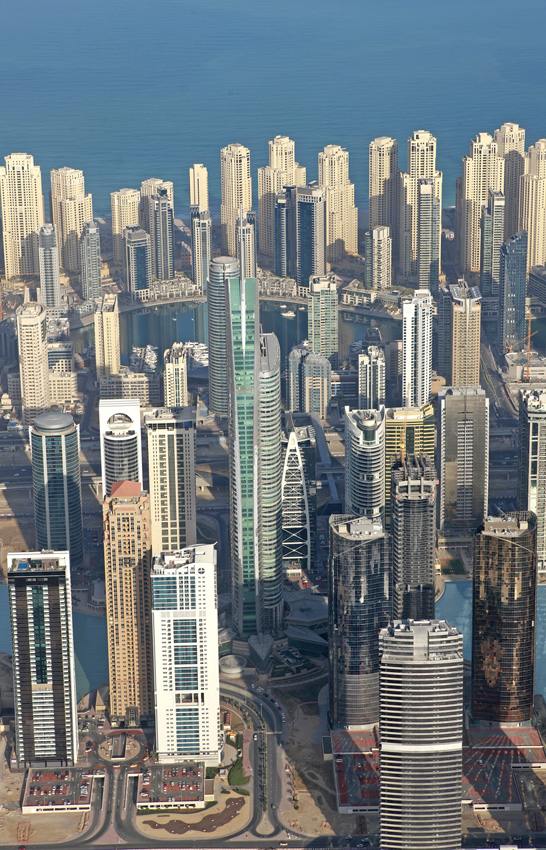
ناطحات سحاب في جميرا

كان القطاع النفطي خلال عقدي السبعينات والثمانينات من القرن الماضي يشكل معظم مكونات الناتج المحلي الإجمالي لدولة الإمارات العربية المتحدة. ومع نهاية الثمانينيات، تطورت مكونات الناتج المحلي لتميل بشكل مستمر لصالح القطاعات غير النفطية، بما في ذلك قطاع الصناعات التحويلية، والتجارة، والقطاعين المالي والعقاري، بالإضافة إلى قطاع الخدمات اللوجستية.
شهدت الإمارات نموًا ملحوظًا في قطاع آخر وهو القطاع السياحي، حيث حصلت على المرتبة التاسعة في قائمة أكثر عشر وجهات سياحية نموًا في العالم، مسجلة زيادة بنسبة 10.4%، وفقًا لتقرير آفاق السياحة العالمية الصادر عن منظمة السياحة العالمية.
اعتمد نجاح تجربة الإمارات في تطوير القطاع السياحي في العقدين الماضيين على التكامل بين مكونات البنية التحتية المتطورة للسياحة، والتوجهات الرامية إلى الاستثمار في هذا القطاع بشكل جريء. ومن الجدير بالذكر أن دولة الإمارات بشكل خاص ومنطقة الخليج العربي بشكل عام لم تكن تُعد من البلدان السياحية في العالم في السابق.
ورغم النجاح الذي تحقق، فإن السعي لتطوير القطاع السياحي في الدولة مستمر. إذ إن البنية التحتية لهذا القطاع لم تُستغل بصورة كاملة حتى الآن، حيث توجد جزر ومناطق سياحية يمكنها أن تستوعب سياحًا من مختلف أنحاء العالم. كما أن الاستثمارات الحالية في البنية التحتية، وبالأخص في قطاعات الطيران والنقل والثقافة، تساهم في تعزيز هذا النمو.
ومن المتوقع أن تساهم السياحة في الناتج المحلي الإجمالي في السنوات القادمة. كما يتوقع أن يسهم هذا القطاع في توفير آلاف فرص العمل للمواطنين، خاصة أن السياحة تعتبر من القطاعات التي تعتمد على الأيدي العاملة. وهذا سيوفر إمكانيات جديدة لتطوير الكفاءات المواطنة، التي لا تزال بعيدة عن العمل في القطاع السياحي.
وقد حلت دولة الإمارات في المرتبة الأولى إقليمياً والمرتبة 18 عالمياً في تقرير تنمية السياحة والسفر لعام 2024 الصادر عن المنتدى الاقتصادي العالمي حيث جاءت في المرتبة الأولى عالمياً في مؤشر توفير بيانات السفر والسياحة، وفي محور "البنية التحتية لقطاع النقل الجوي"، وفي المرتبة الثانية عالمياً في مؤشر البنية التحتية والخدمات، وفي المرتبة الثالثة عالمياً في مؤشر شمولية بيانات السفر والسياحة، وكذلك في مؤشر كفاءة خدمات النقل الجوي، وفي مؤشر السياسات والظروف الممكّنة للسياحة والسفر.

## السياحة والناتج المحلي الإجمالي
ساهمت دولة الإمارات بشكل مباشر في الأسواق العربية الآسيوية في قطاع السياحة والسفر، حيث بلغ إسهام القطاع في الناتج المحلي الإجمالي للمنطقة نحو 76 مليار دولار، وفقًا لبيانات مجلس السياحة والسفر العالمي. واحتلت الإمارات الصدارة بين هذه الدول، حيث بلغ إسهام القطاع في الناتج المحلي الإجمالي للدولة نحو 25 مليار دولار.
وبحسب بيانات المجلس الوطني للسياحة والآثار، فقد بلغ عدد نزلاء الفنادق في الإمارات 1.6 مليون نزيل، مسجلًا نموًا قدره 14%، في حين وصلت عدد الليالي الفندقية إلى 51.4 مليون ليلة، بنمو قدره 16%. كما بلغ إجمالي العائدات من القطاع 22.2 مليار درهم، مسجلاً زيادة بنسبة 2.7%.
وبعد أن كان الاعتماد الأساسي للقطاع السياحي المحلي على الاستثمارات المحلية، جاءت الإمارات في مقدمة الدول التي استقطبت الاستثمار الأجنبي المباشر في القطاع بين عامي 2003 و2013. وقد احتلت المركز الخامس في هذا المجال، إلى جانب الصين، والمملكة المتحدة، والولايات المتحدة، والهند، حيث سجلت 169 مشروعًا، وفقًا لمجلة الاستثمار الأجنبي المباشر "إف دي آي انتلجانس" الصادرة عن مؤسسة الفايننشال تايمز.
ومن المتوقع أن ترتفع مساهمة القطاع السياحي الإماراتي في الاقتصاد الوطني خلال العام 2024، لتصل إلى 236 مليار درهم أي ما يعادل 12 بالمائة من إجمالي الناتج المحلي للدولة.

## البنية التحتية

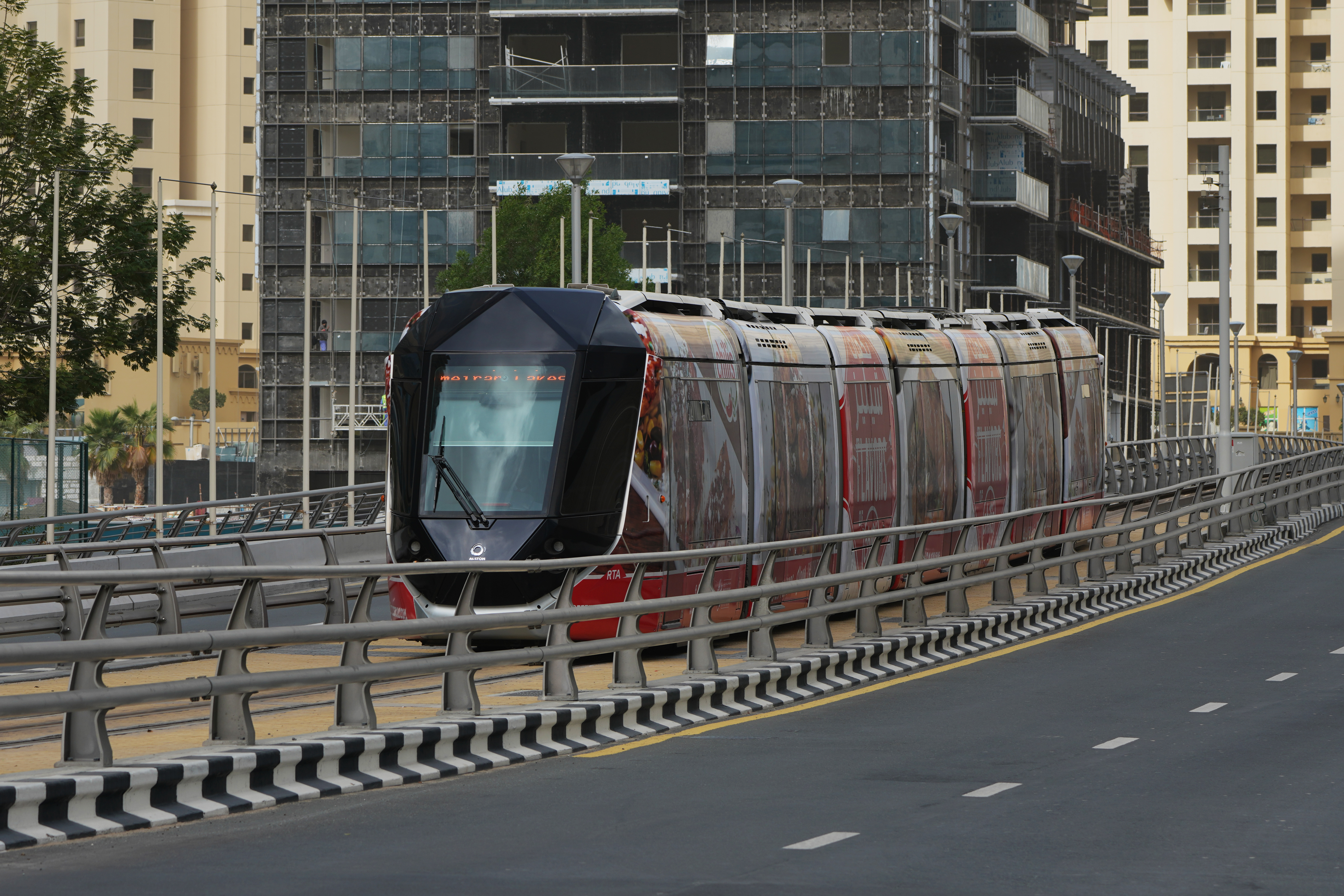
ترام دبي

حلت دولة الإمارات في المرتبة الثالثة عالمياً في جودة البنية التحتية وفي المرتبة الأولى عالمياً في العديد من مؤشرات جودة البنية التحتية، وفقاً لتقرير التنافسية الدولي الصادر عن المنتدى الاقتصادي العالمي (دافوس) للعام (2014 2015 م )، وجاءت في المرتبة الأولى عالمياً في مؤشر جودة الطرق والمرتبة الثانية عالمياً في البنية التحتية للنقل الجوي وقطاع الطيران.
وتواصل دولة الإمارات جهودها في تنفيذ المزيد من مشاريع البنية الأساسية المتطورة وخاصة في قطاعات الطاقة والنقل والمطارات والموانئ الدولية وشركات الطيران الوطنية ومشاريع السكك الحديدية و (المترو) والمواصلات والطرق الخارجية والداخلية والجسور والأنفاق وغيرها من مشاريع البنية الأساسية المتكاملة.

### السعة الفندقية
يخطط العديد من ملاك العلامات الفندقية لإدارة وتشغيل عدد من الفنادق في قطاع الضيافة بالإمارات، للاستفادة من آفاق النمو الواعدة في المستقبل. وأفادت دراسة صادرة عن شركة فيابيليتي للاستشارات أن سوق دبي يعد واحدًا من أكثر الأسواق جذبًا لكبرى العلامات الفندقية.
وجاءت دولة الإمارات في المرتبة الأولى من حيث عدد الفنادق قيد الإنشاء كل عام، حيث استحوذت الإمارات على النسبة الأكبر من إجمالي عدد الفنادق قيد الإنشاء في منطقة الشرق الأوسط. ووفقًا لتقرير نشره موقع هوتلز.كوم في عام 2011، تم تصنيف فندق برج العرب وفندق قصر الإمارات بين أغلى عشرة فنادق في العالم. وأشار التقرير إلى أن سعر الليلة في برج العرب يتراوح بين 3500 و6800 دولار، حيث تبلغ المساحة في المتوسط 2500 قدم مربع، ويشمل الجناح المكون من طابقين وغرفتي نوم ومصعد خاص بالإضافة إلى شاشة عرض خاصة. كما تحتوي الحمامات على أرضيات من الرخام وحوض جاكوزي.
أما بالنسبة لقصر الإمارات، فقد تراوح سعر الليلة بين 3500 و12 ألف دولار، مع مساحة الجناح البالغة 2230 قدمًا مربعًا. ويتضمن الجناح سريرين بالحجم الملكي، وشرفة واسعة، وأرضيات من الرخام في الحمامات التي تحتوي على حمام جاكوزي ومصعد خاص. كما يتم وضع أزهار طبيعية نضرة في الجناح كل صباح، مع وجود موظف خاص على مدار 24 ساعة.
وفي عام 2024 بلغ عدد الفنادق في  دولة الإمارات  1235 فندقاً توفر 210 آلاف غرفة للضيوف والزوار.

## الطيران

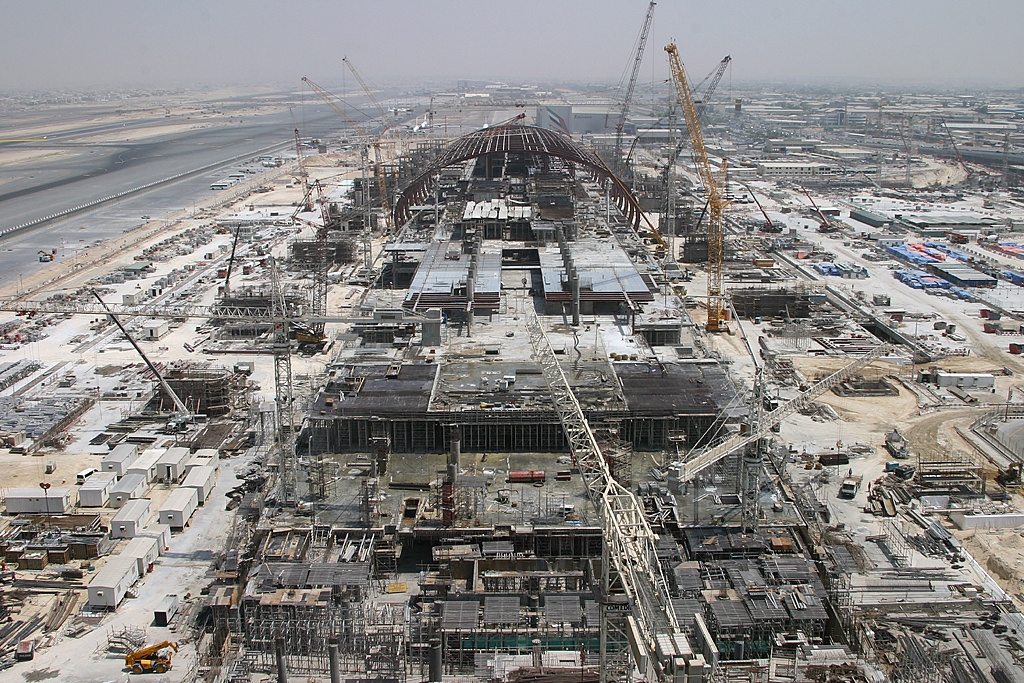
مراحل بناء مطار دبي الدولي عام 2013

يعتبر قطاع الطيران من القطاعات الاستراتيجية التي تستهدفها الخطط الحكومية بدولة الإمارات التي تسعى لبناء اقتصادي مستدام، قائم على تنويع مصادر الدخل الوطني، وبناء اقتصاد ما بعد النفط.
وترتكز محاور نمو قطاع الطيران في الدولة على توسع ونمو الناقلات الوطنية التي باتت تلعب دوراً في صناعة النقل الجوي العالمي سواء من خلال توسعها في الوصول إلى وجهات جديدة أو من خلال استحواذها على طلبيات ضخمة أما المحور الثاني فيرتكز على توسع المطارات المحلية بهدف زيادة قدرتها الاستيعابية سواء من حيث الحركة الجوية أو أعداد المسافرين أما المحور الثالث فيرتكز على التصنيع حيث تعتبر شركة مبادلة النموذج الناجح والأبرز في هذا المجال وخاصة أنها باتت مزوداً مهماً لكبرى شركات التصنيع في العالم.
وفتحت شركات الطيران المحلية أبواباً من الفرص التجارية وتنطلق يومياً من الدولة رحلات جوية منتظمة إلى أكثر من 300 مدينة عالمية، ووضعت الناقلات الوطنية خططا للتوسع تتضمن شراء طائرات وتوسيع شبكة الوجهات.
وتتمتع الامارات بموقع جغرافي استراتيجي يساهم بدور فاعل في دعم النمو المتسارع لقطاع الطيران، وزيادة إسهامه في الناتج المحلي الإجمالي، باعتباره أحد القطاعات غير النفطية التي تتزايد أهميتها للتنوع الاقتصادي وتوفير الوظائف، إذ إن مطارات الدولة تحولت إلى مركز ربط رئيس بين الشرق والغرب وبين الشمال والجنوب، وخاصة أن 80% من سكان العالم الذين يتجاوز عددهم سبعة مليارات نسمة يعيشون على بعد 8 ساعات أو أقل من الإمارات.

| الموقع     | رمز الإيكاو | رمز الإياتا | اسم المطار             |
| ---------- | ----------- | ----------- | ---------------------- |
| أبوظبي     | OMAA        | AUH         | مطار أبوظبي الدولي     |
| أبوظبي     | OMAD        | AZI         | مطار البطين            |
| العين      | OMAL        | AAN         | مطار العين الدولي      |
| الظفرة     | OMAM        |             | مطار الظفرة            |
| الارزانة   | OMAR        |             | مطار الارزانة          |
| بوحسا      | OMAB        |             | مطار بوحسا             |
| جزيرة داس  | OMAS        |             | مطار جزيرة داس         |
| دبي        | OMDB        | DXB         | مطار دبي الدولي        |
| دبي        | OMJA        | DWC         | مطار آل مكتوم الدولي   |
| الفجيرة    | OMFJ        | FJR         | مطار الفجيرة الدولي    |
| جبل الضنة  | OMAJ        |             | مطار جبل الضنة         |
| القرنين    | OMAQ        |             | مطار القرنين           |
| رأس الخيمة | OMRK        | RKT         | مطار رأس الخيمة الدولي |
| الشارقة    | OMSJ        | SHJ         | مطار الشارقة الدولي    |
| زيركو      | OMAZ        |             | مطار زيركو             |
| عجمان      |             |             | مطار عجمان الدولي      |
| دلما       | OMDL        | ZDY         | مطار دلما              |

تتزامن شركات الطيران الإماراتية مع التطور الكبير الذي لحق بشركات الطيران المحلية. فمن المتوقع أن تصل عدد الحركات الجوية في 2025 إلى 1.2 مليون حركة جوية. كما احتلت شركة طيران الإمارات المرتبة الأولى على مستوى الشرق الأوسط للسنة الرابعة على التوالي. وقدرت قيمة علامتها التجارية حاليًا بـ 5.48 مليارات دولار أميركي، بزيادة نسبتها 34% عن قيمتها في عام 2013، وذلك حسب تقرير "براند فاينانس العالمي السنوي". كما حلت شركة "طيران الإمارات" في المركز الرابع عالميًا من حيث أعداد الركاب لعام 2014، مع نحو 47.2 مليون راكب، بحسب ما أعلن الاتحاد الدولي للنقل الجوي "إياتا".

## أصحاب الهمم
تهدف دولة الإمارات إلى أن تكون الوجهة السياحية الأكثر ملاءمة لأصحاب الهمم من خلال المبادرات الإستراتيجية  التي تتخذها لتحويل المدن لتكون أكثر شمولية وإدماجاً لذوي الاحتياجات الخاصة حيث يعد مطار دبي بيئة مؤهلة للمسافرين من أصحاب الهمم، وكذلك باقي  مطارات الدولة   تتطور وتسعى لتحقيق المزيد من الإنجازات في هذا المجال.
وفي دبي  تم إطلاق خدمة وصول التي تركز على تأهيل المباني الموجودة لتصبح صديقة لأصحاب الهمم، بناء على المعايير المعتمدة من بلدية دبي و هناك 116 بناية صديقة لأصحاب الهمم في دبي،كما تم اتخاذ الخطوات لتأهيل كافة المنشآت التي تقع تحت إشراف بلدية دبي من المرافق العامة والأسواق العامة والحدائق العامة ومراكز خدمات العملاء والشواطئ العامة.

## المؤسسات الحكومية

### المجلس الوطني للسياحة والآثار
يعد المجلس الوطني للسياحة والآثار في دولة الإمارات العربية المتحدة مؤسسة حكومية، تأسس عام 2009 م بموجب القانون الاتحادي رقم 6 صادر في 14 سبتمبر 2008، تنظيم المجال السياحي في الدولة، وتمثيل الإمارات في الأحداث السياحية العالمية، وتشجيع السياحة فيها، بالإضافة إلى حماية تاريخ الدولة. كما يعمل على دعم وتنسيق المبادرات السياحية التي تقوم بها مختلف الهيئات العاملة في الدولة.
جاء تأسيس المجلس في ظل تركيز دولة الإمارات، ولا سيما إمارة دبي، على تعزيز القطاع السياحي من خلال تطوير البنية التحتية والمرافق السياحية لتلبية متطلبات السياح. كما عملت الإمارات على الارتقاء بمستوى الخدمات في القطاع الفندقي، النقل، والمرافق الترفيهية، إلى جانب إقامة الفعاليات والمهرجانات الدولية. ومن هنا تبرز أهمية المجلس في دعم هذه الجهود وتعزيز مكانة الدولة على الخريطة السياحية العالمية.

### هيئة أبوظبي للسياحة والثقافة
تضم هيئة أبوظبي للسياحة والثقافة ثلاثة قطاعات رئيسية هي قطاع السياحة، قطاع الثقافة وقطاع دار الكتب. تسهم هذه القطاعات الثلاثة في العمل على تطوير دور الهيئة التنظيمي الداعم في ترسيخ مكانة أبوظبي العالمية والترويج لها كوجهة سياحية مستدامة رائدة، عبر تقديم تجربة سياحية وثقافية مميزة للزوار والمجتمع تنسجم مع رؤية أبوظبي الاقتصادية 2030 مع المحافظة على تراث وثقافة إمارة أبوظبي.

## الأمن
استطاعت الإمارات رغم تعدد وتنوع الجنسيات والثقافات، من أكثر من 200 جنسية على أرضها، وزيادة معدل النمو السكاني، واختلاف أنماط الجرائم، تحقيق نسب أمن وأمان في المنطقة بخدمات أمنية وفق المعايير العالمية، تحت مظلة كبيرة من الرعاية والدعم اللامحدود والرؤى الطموحة والمستنيرة  
حيث تبوأت دولة الإمارات المرتبة الثانية في مؤشر أكثر بلدان العالم أمانا، وفقا لتقرير "غالوب" للأمن والنظام 2021، ولم تتقدم على دولة الإمارات سوى االنرويج.
واحتلت أبوظبي عاصمة الإمارات العربية المتحدة المرتبة الأولى في قائمة المدن الأكثر أماناً في العالم لعام 2025 بين 382 مدينة عالمية بواقع 88.4 نقطة في تصنيف عام 2025 مواصلةً احتفاظها بلقب «أكثر مدينة أماناً في العالم» من منصة «نومبيو» لما يقارب عقداً كاملاً.

## أنواع السياحة

### السياحة الترفيهية وسياحة المغامرات
تمتاز دولة الإمارات بالوجهات الترفيهية العالمية حيث تحيطها بجمال ناطحات السحاب مثل برج العرب وأبراج الإمارات وبرج خليفة وقد أعلنت دبي بناء برج خور دبي على هيئة ناطحة سحاب والأسواق التجارية مثل الإمارات مول والقرية العالمية وعالم وارنر براذرز أبوظبي التي تعد هي المدينة الترفيهية المغلقة الأكبر على الإطلاق في العالم و «آي إم جي عالم من المغامرات» التي تعد أول مدينة ترفيهية مغلقة وثاني أكبر مدينة مغلقة، وعالم فيراري ودبي مول الذي يعد أكبر مركز تجاري في العالم وتستعد الإمارات مجددا ب إطلاق مول «دبي سكوير» أضخم مركز تجاري في العالم، كما تقدم الامارات مجموعة من ألعاب المغامرات لمحبي هذا النوع من الأنشطة، مثل تجربة القفز المظلي في الهواء مع سكاي دايف دبي ورحلات السفاري في الصحراء والتزلج على الرمال والتحليق بالمنطاد فوق محمية دبي الصحراوية حيث توفر شركة بالون أدفنتشر هذه التجربة، ورياضة الفلاي بود وغيرها.

### السياحة الثقافية

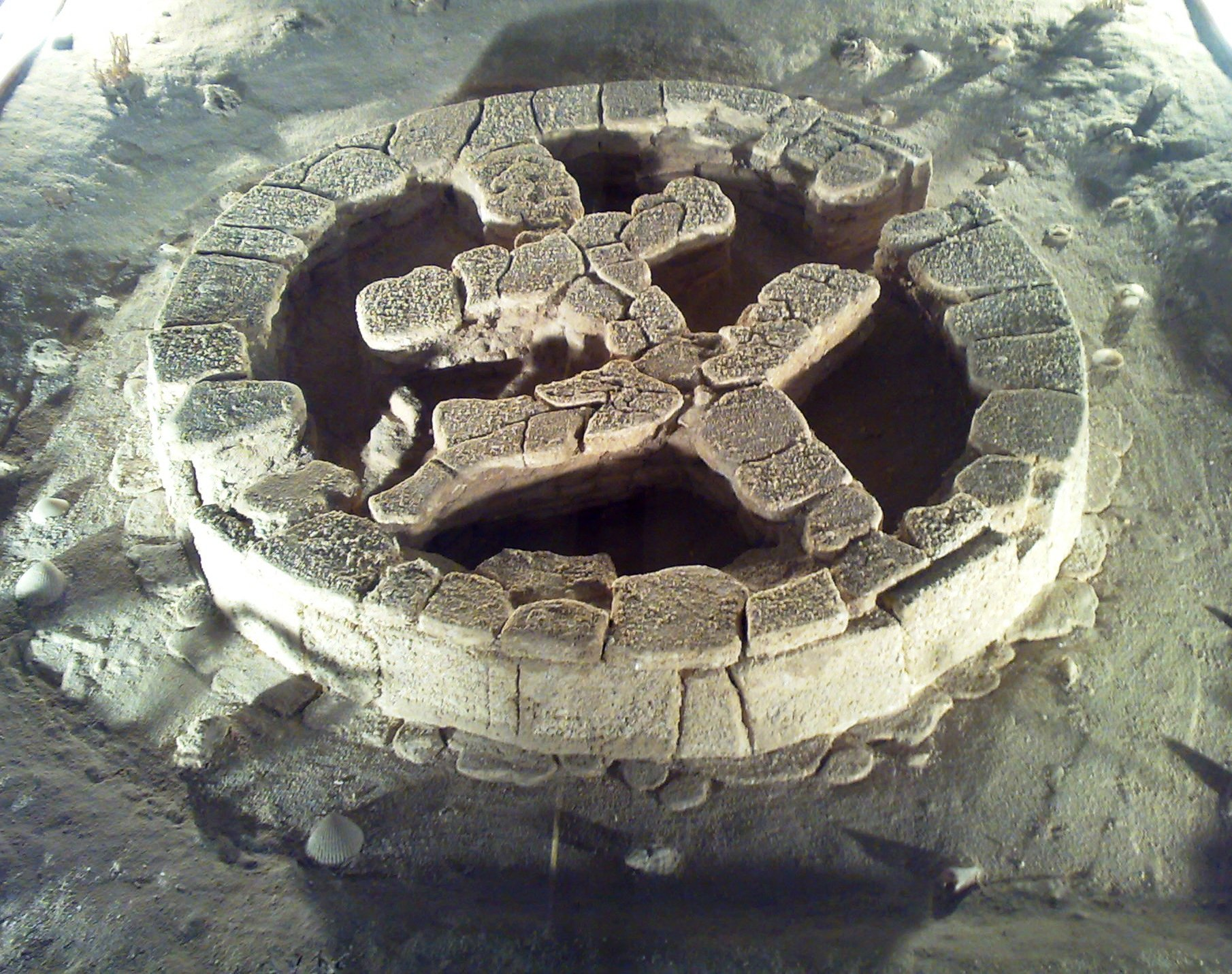
قبر يعود إلى 2500 سنة قبل الميلاد بمدينة دبي

تحتوي دولة الإمارات العربية المتحدة على العديد من مناطق الجذب السياحي الخاصة بالسياحة الثقافية، فهي تضم العديد من المواقع والمعالم الأثرية، والمتاحف العريقة والأبنية التاريخية والأسواق التقليدية التراثية، بالإضافة إلى الكثير من الأنشطة والفعاليات كالمهرجانات الشعبية والأنشطة الثقافية الفنية التقليدية المتنوعة. ومن أهم المتاحف الموجودة في الإمارات، متحف اللوفر أبوظبي ويعد متحفاً مهماً على مستوى العالم وتحتوي أيضا على متحف زايد الوطني ومتحف العين الوطني ومتحف المحطة ومتحف دبي ومتحف الشارقة للفنون ومتحف الشارقة للحضارة الإسلامية. وقد فازت إمارة الشارقة بلقب عاصمة الثقافة العربية في عام 1998 وعاصمة الثقافة الإسلامية عام 2014 وعاصمة الكتاب العالمية لعام 2019.

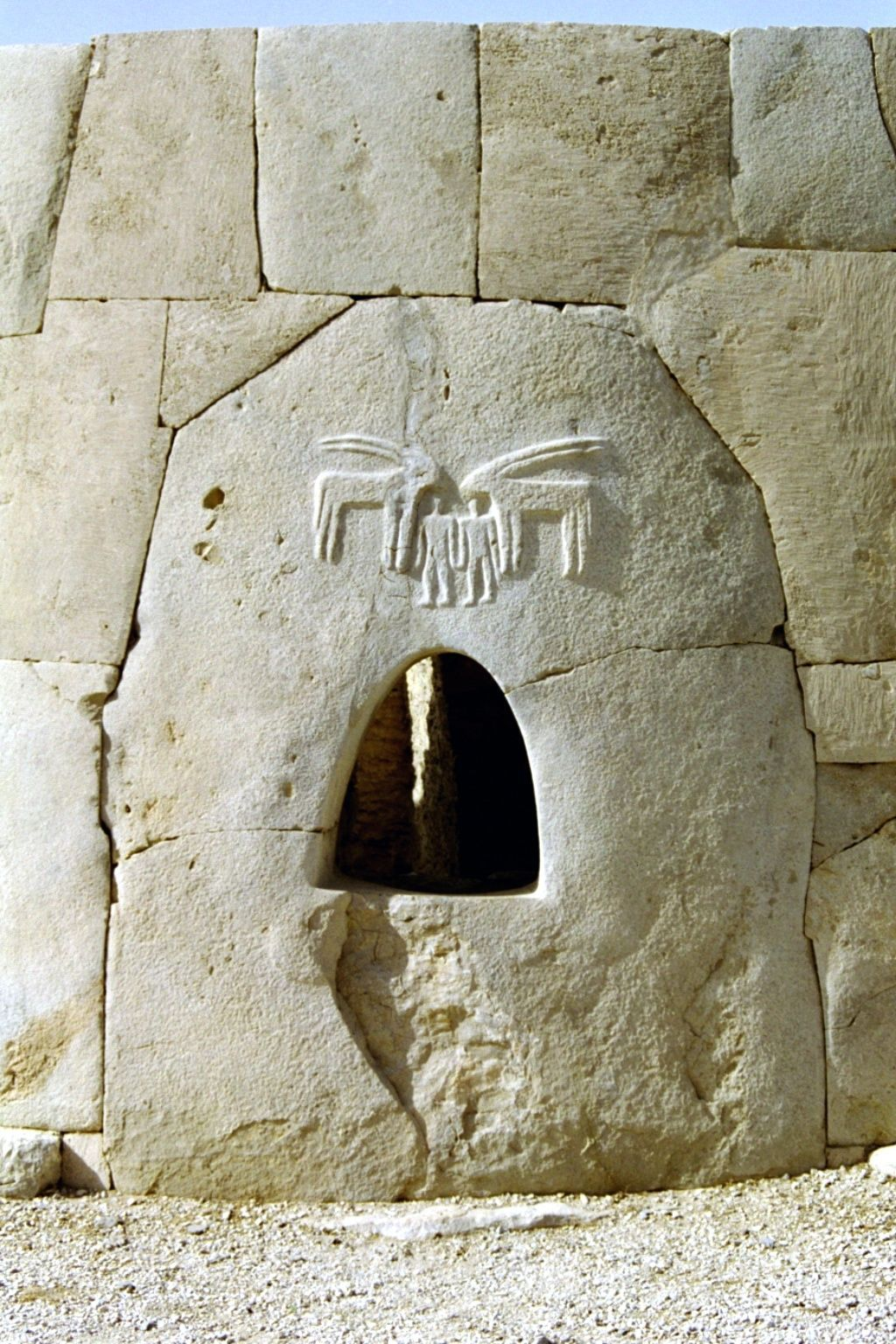
أثار حضارة هيلي بمدينة العين

كما تعاقبت على الإمارات العديد من الحضارات ابتداءً من العصر الحجري، مروراً بالعصر البونزي، ثم الحديدي، وبعد ذلك العصور الإسلامية، مثل حضارة أم النار وحضارة حفيت وحضارة مليحةوغيرها. وتوجد في الإمارات العديد من المناطق التاريخية الأثرية مثل: تل أبرق وجبل الفاية وحديقة آثار الهيلي وصير بني ياس ودبا الفجيرة ودبا الحصن.

### السياحة العلاجية
أصبحت دولة الإمارات مركزاً إقليمياً للعلاج الطبي والتجميلي بفضل الرعاية الصحية العالية الجودة، وفترات الانتظار القصيرة، والأسعار التنافسية، وتعتبر وجهة مثالية للمرضى الذين يسعون لتلقي علاجهم في الخارج.
تمتد شبكة واسعة من المستشفيات والمراكز الطبية في جميع أنحاء الدولة، وتقدم أفضل خدمات العلاج الطبي. وبالإضافة إلى العمليات الروتينية والإجراءات التجميلية، تستضيف دولة الإمارات مراكز متخصصة لجودة الخدمات في:
- طب الأسنان
- العمليات الجراحية التجميلية والاختيارية
- الفحوصات العامة والتشخيص الأورام
- السرطان داء السكري

واعتباراً من يناير 2016، كانت دولة الإمارات الرائدة في ضم عدد من المؤسسات الطبية الحائزة على شهادة الاعتماد الدولي من اللجنة المشتركة الدولية JCI . وقامت الحكومة ببناء المجمعات الطبية حيث يمكن تسهيل وصول الأفراد إلى مجموعة متنوعة من الخدمات الطبية والتجميلية مثل مدينة دبي الطبية، ومدينة الشارقة للرعاية الصحية.
تشكل بوابة تجربة دبي الصحية (DXH) التي تم إطلاقها من قبل هيئة الصحة بدبي المنصة السياحية العلاجية الأولى عالمياً. وتوفر لمرتادي السياحة العلاجية سهولة الوصول إلى معلومات متكاملة عن الرعاية الصحية عالية الجودة وخدمات السفر والتأشيرة. كما ويضم الموقع الإلكتروني لتجربة دبي الصحية باقات علاجية تم تصميمها بالتعاون مع 26 منشأة للرعاية الصحية المتميزة الخاصة والعامة إلى جانب أسعار الرحلات الجوية الخاصة المخفضة والتأشيرة والتأمين الطبي الذي يغطي أي مضاعفات صحية غير متوقعة للعلاج والإقامة في الفنادق والأنشطة الترفيهية وخدمة (الترحيب والاستقبال) في المطار. يمكن الوصول إلى البوابة أيضاً من خلال تطبيق تجربة دبي الصحية.
وتتوقع دبي أنه بحلول عام 2020 م سيتم تقديم الخدمات العلاجية السياحية لما يقارب 500000 مريضاً من خارج الدولة بعائدات تتجاوز 700 مليون دولار أمريكي.

## حملة «أجمل شتاء في العالم»
، أطلق  الشيخ محمد بن راشد آل مكتوم، حملة «أجمل شتاء في العالم»  واختارت الحملة فصل الشتاء توقيتاً للانطلاق سنوياً نظراً للطقس المناسب والدافئ الذي تتمتع به دولة الإمارات خلال أشهر الشتاء، ما يسمح للسياح  القادمين من المناطق الباردة  الاستمتاع بباقة من الأنشطة السياحية والترفيهية والرياضية، بما في ذلك التخييم والجولات الصحراوية ورحلات السفاري، إلى جانب السياحة الثقافية والتراثية في المتاحف والمعالم التاريخية والجزر و الأسواق وغيرها .

## أهم المعالم السياحية في دولة الإمارات

### أبوظبي
أبوظبي هي عاصمة دولة الإمارات العربية المتحدة، وتقع على جزيرة أبوظبي، وتمتد إلى اليابسة والجزر المحيطة. تعد إمارة أبوظبي وجهة سياحية متميزة في دولة الإمارات العربية المتحدة، حيث تجمع بين الحداثة والتراث العريق. تتمتع الإمارة بمرافق سياحية عالمية مثل جزيرة ياس التي تضم أشهر المعالم الترفيهية كحلبة الفورمولا 1 وعالم فيراري. كما تحتضن أبوظبي العديد من المواقع الثقافية المميزة مثل متحف اللوفر أبوظبي وجزيرة السعديات، إضافة إلى الشواطئ الخلابة والصحراء التي تقدم تجارب سياحية فريدة. تسعى الإمارة بشكل مستمر إلى تطوير قطاع السياحة من خلال تحسين البنية التحتية وتنظيم فعاليات ثقافية ورياضية دولية.

مسجد الشيخ زايد في أبوظبي
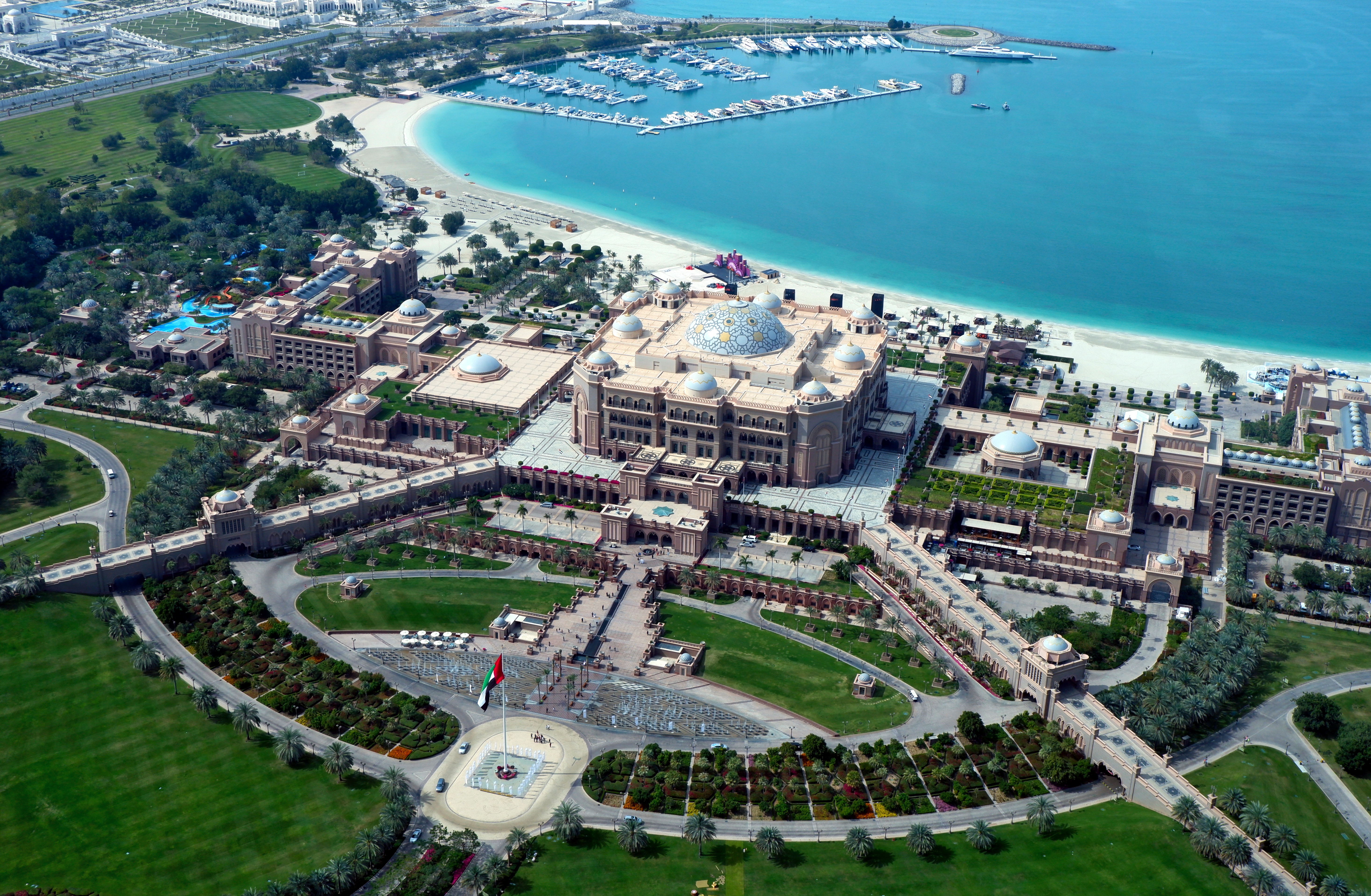
قصر الإمارات
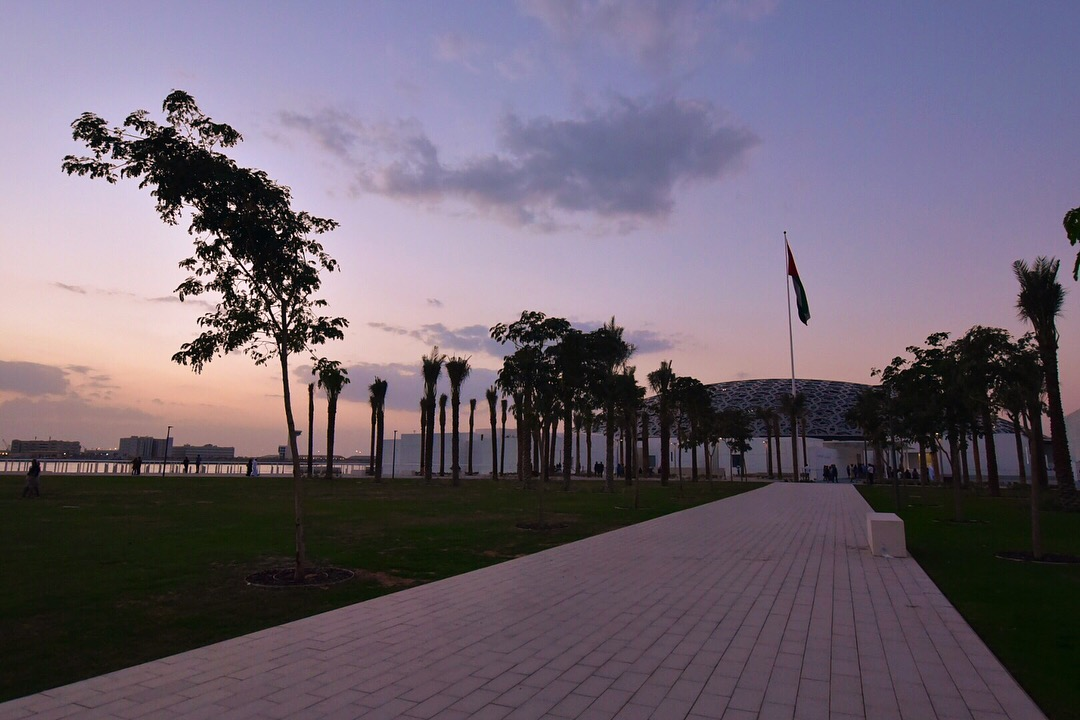
متحف اللوفر

### دبي
تقع إمارة دبي، التي تعدّ ثاني أكبر إمارات الدولة مساحة، على الساحل الشرقي لشبه الجزيرة العربية في الركن الجنوبي الغربي للخليج العربي، تمتاز بتنوعها الثقافي، وتضمّ الإمارة العديد من المعالم التي أصبحت رمزًا لنهضتها، وشعار تسويق الإمارة على مستوى العالم وأهمها:
- برج خليفة

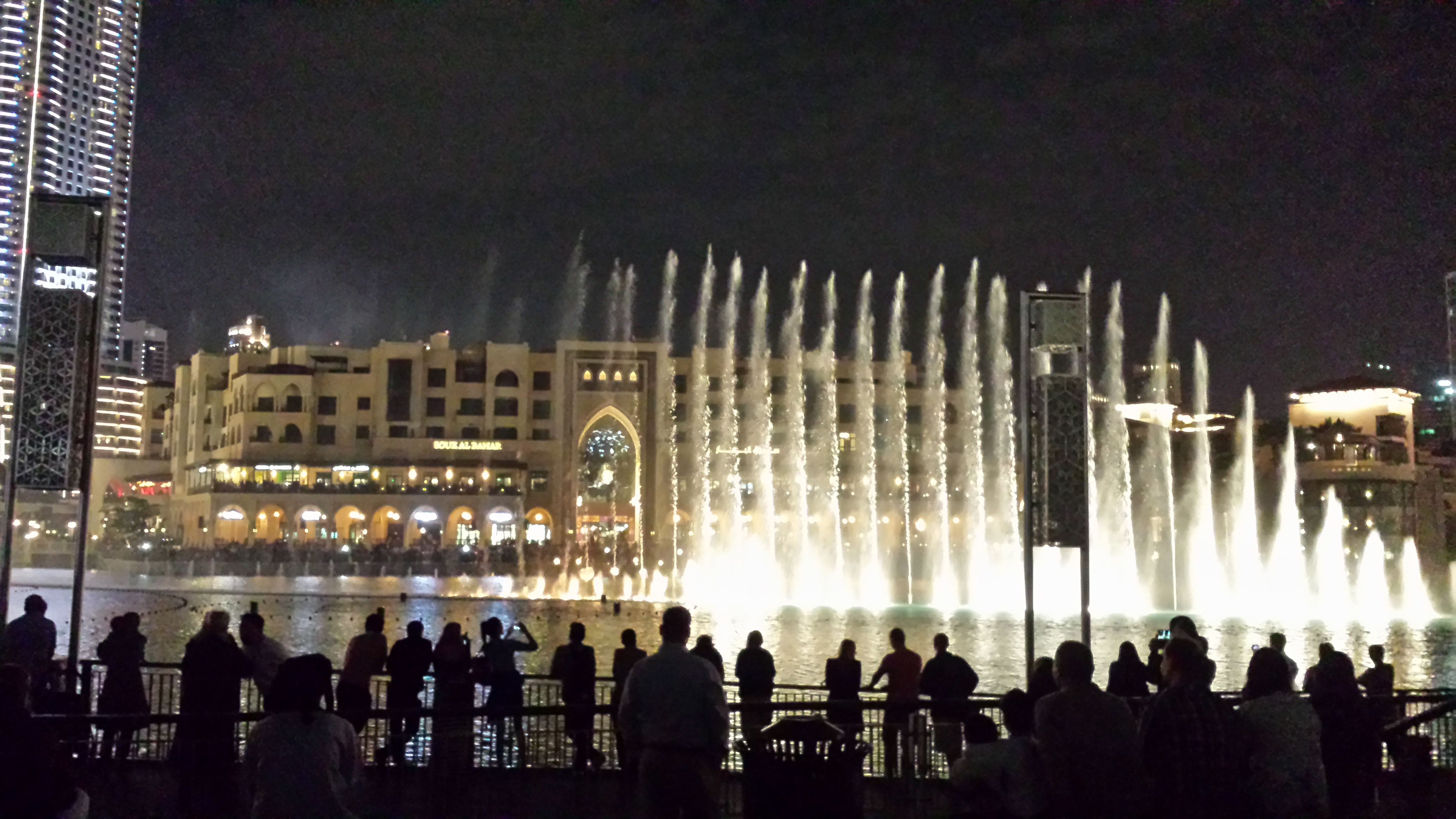
نافورة دبي

يعد أطول بناء في العالم حاليًا، وتمّ افتتاحه رسميًا عام 2010، ويتجاوز ارتفاعه 800 متر. وتبلغ المساحة الإجمالية للبرج نحو 4,000,000 متر مربع.
- برج العرب

يصنّف الفندق ضمن فئة (7) نجوم، تم افتتاحه رسميًا عام 1999 بكلفة وصلت زهاء 650 مليون دولار، ويقام البرج على جزيرة اصطناعية تبعد مئة متر عن شاطئ البحر.
- دبي مارينا واجهة دبي البحرية

تم إنشاء هذه المنطقة على شواطئ الإمارة، وتقع بالقرب من وسط «دبي الجديدة»، وترتبط بميناء جبل علي، مدينة دبي للإنترنت ومدينة دبي للإعلام، والجامعة الأمريكية في دبي، وتضم هذه المنطقة أبراجًا سكنية إلى جانب العديد من الأماكن الترفيهية كالمقاهي والفنادق.
- مترو دبي

أول مشروع مترو في الدولة يعمل من دون سائق، يربط العديد من المناطق في الإمارة. عند الانتهاء من المشروع سيكون مجموعه 166 كيلومترًا من الخطوط، و77 محطة، منها 9 محطات تحت الأرض.
- نخلة الجميرا

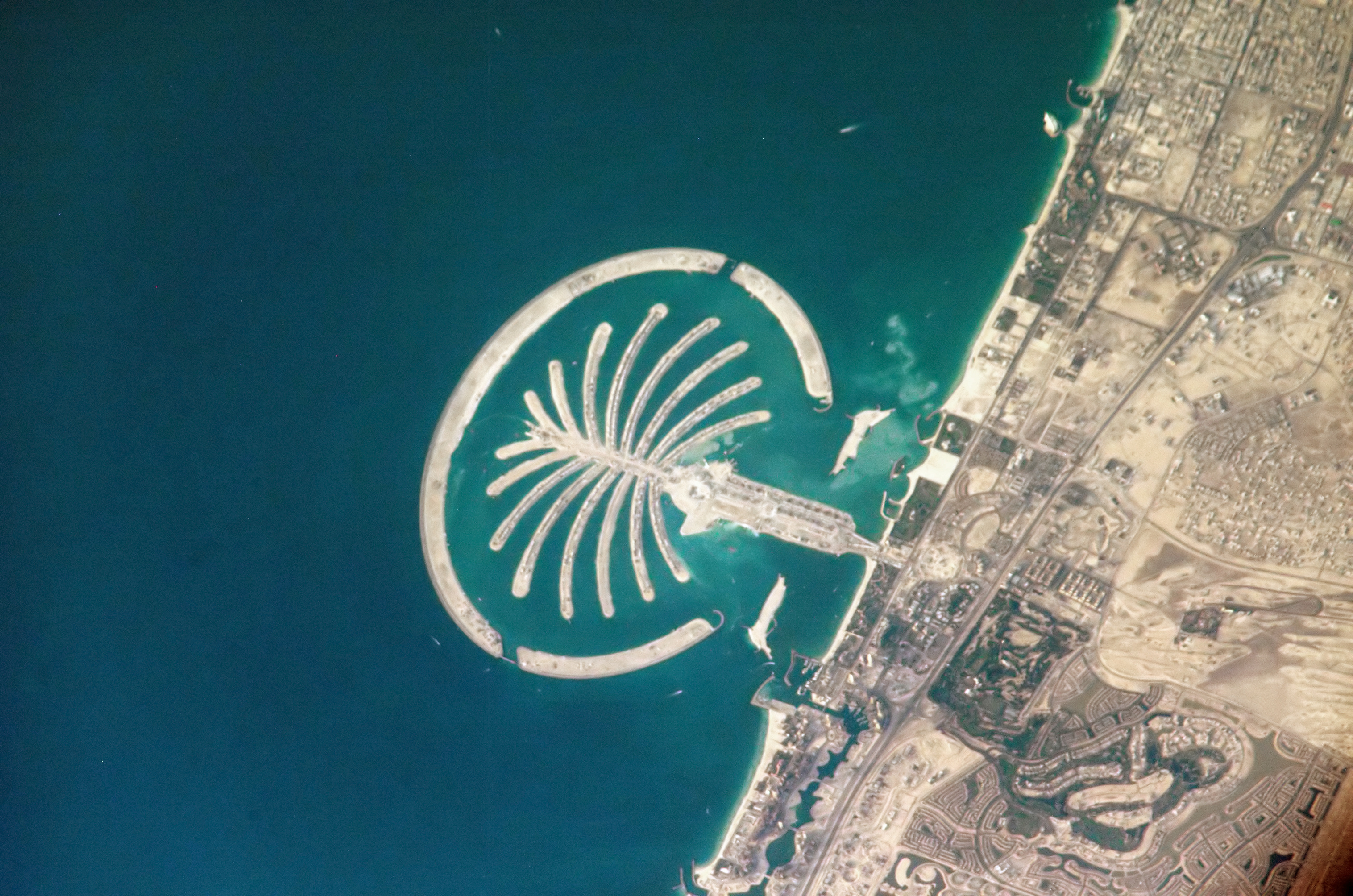
نخلة الجميرة

أول جزيرة في عرض البحر على شكل نخلة، بدأ البناء على هذه الجزيرة في يونيو عام 2001. وتضم فندق أتلانتس نخلة الجميرا، الذي يضم 1.539 غرفة. وتم افتتاحه عام 2009 على مساحة إجمالية تقدر بحوالي 46 هكتارًا مع 17 هكتارًا من المتنزهات المائية. كما يوفر حديقة للحيوانات البحرية تضم 65.000 حيوانًا بحريًا في البحيرات الضحلة والعروض مثل الغرف المفقودة، متاهة من الممرات والمنافذ تحت الماء التي توفر رحلة عبر أتلانتس القديمة.
- سكي دبي

يعدّ "سكي دبي" الموجود في «مول الإمارات» أوّل منتجع مغطّى للتزلج في الشرق الأوسط. استكشف مساحة الجليد الهائلة التي تبلغ 22,500 متر مربع، والتي تغطّي 5 ممرّات تزلّج بدرجات انحدار متفاوتة. تعرف أكثر على سكي دبي
- حديقة دبي المعجزة

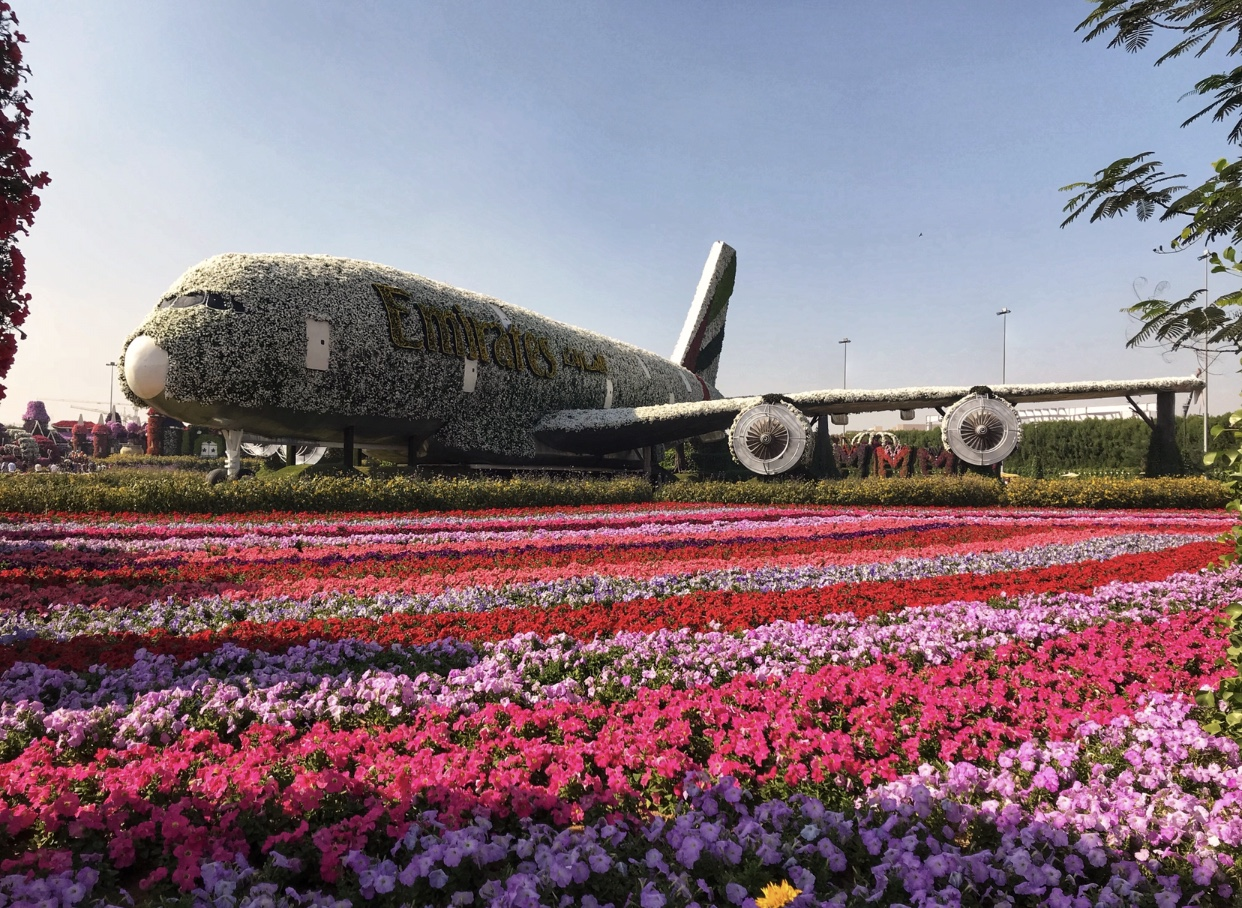
حديقة دبي المعجزة

تم افتتاح حديقة دبي المعجزة في العام 2013 وهي عبارة عن حديقة زهور تمتد على مساحة 72 ألف متر مربع تضم ما يقارب 150 مليون زهرة بمختلف الأنواع والألوان بالإضافة لعدد من المجسمات المصنوعة من الزهور مثل مجسم على شكل طائرة الامارات A380، وحديقة الفراشات التي تضم ما يقارب 15000 فراشة من أنواع مختلفة، كما تضم قلعة الأزهار، وحديقة الفردوس المفقود، وحديقة فلاور باور، وساعة الزهور، وغيرها من الأشكال والمجسمات المصنوعة من الزهور والنباتات المختلفة.

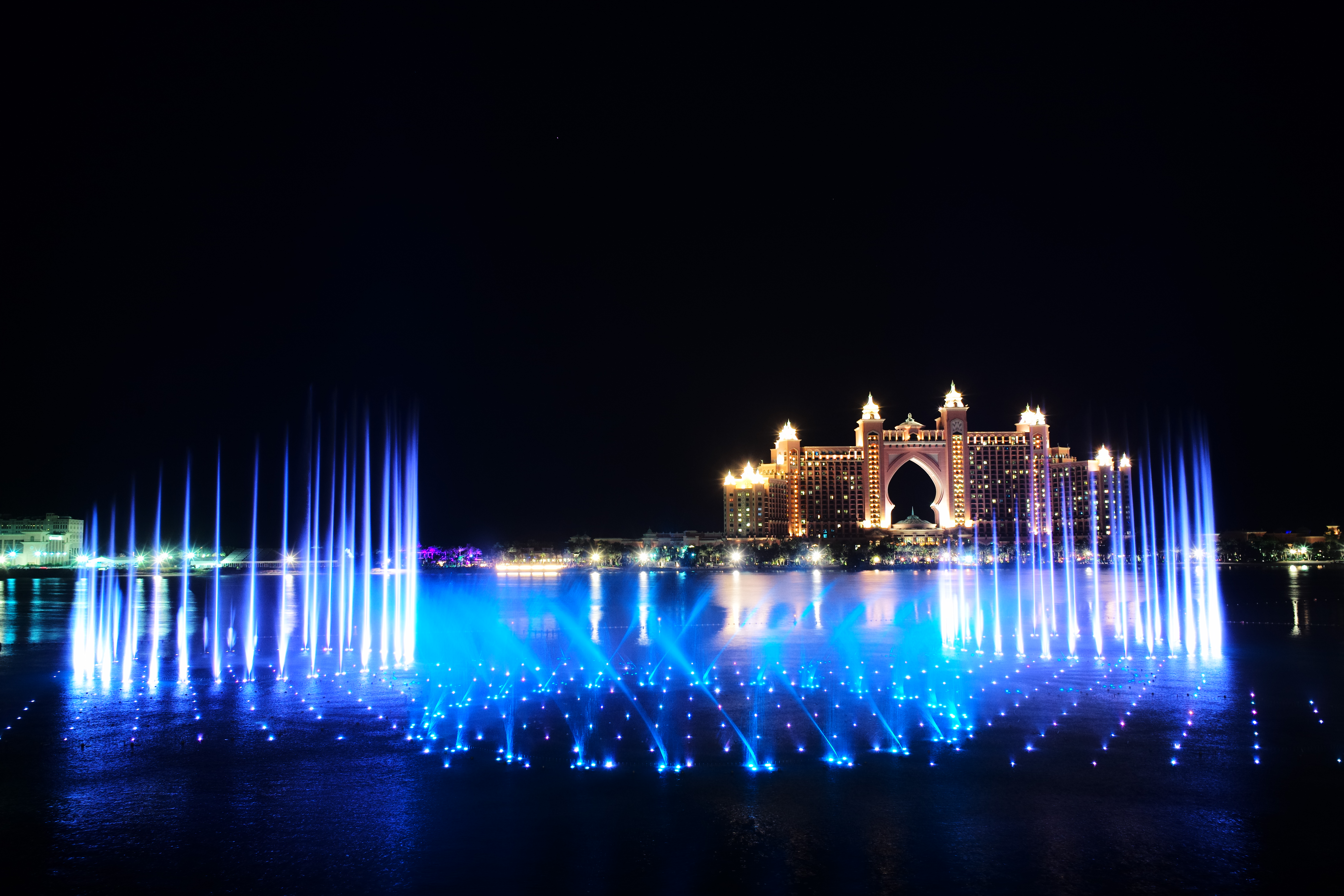
نافورة النخلة في دبي

### نافورة النخلة
تقع نافورة نخلة جميرا في دبي وقد دخلت موسوعة غينيس للأرقام العالمية، كأكبر نافورة على مستوى العالم. وتبدأ النافورة بالعمل والعرض كل ساعة، ويستمر العرض لمدة 3 دقائق، حيث تنبعث الأصوات الموسيقية من النافورة التي تتمثل في عدّة أغاني عالمية وتراثية مشهورة 

### الشارقة
توصف بأنها العاصمة الثقافية لدولة الإمارات العربية المتحدة؛ حيث يوجد فيها الكثير من الآثار والمعالم التاريخية، وتعد الشارقة ثالث أكبر إمارة من حيث المساحة، وتمتاز بشواطئ خلابة على جانبيها من جهة ساحل الخليج العربي وخليج عمان، كما يوجد بالإمارة العديد من الأماكن الترفيهية التي أصبحت رمزًا لها خلال السنوات الماضية وأهمها:
- قناة القصباء

وهي قناة مائية يقدر طولها بحوالي كيلو متر، تضم على جانبيها العديد من المرافق السياحية من المطاعم والمقاهي الراقية التي تجسد إبداع فن العمارة التراثية والعصرية، كما يوجد بها ألعاب متنوعة للأطفال. ومسرح القصباء الذي يتسع لـ 300 شخص، تقام فيه أعمال موسيقية وغنائية ومسرحيات مختلفة، إلى جانب إقامة معارض وفعاليات متنوعة تنظمها المؤسسات الثقافية والتعليمية المحلية، على مساحة 1500 متر مربع مخصصة لهذا الغرض.
- عجلة عين الإمارات

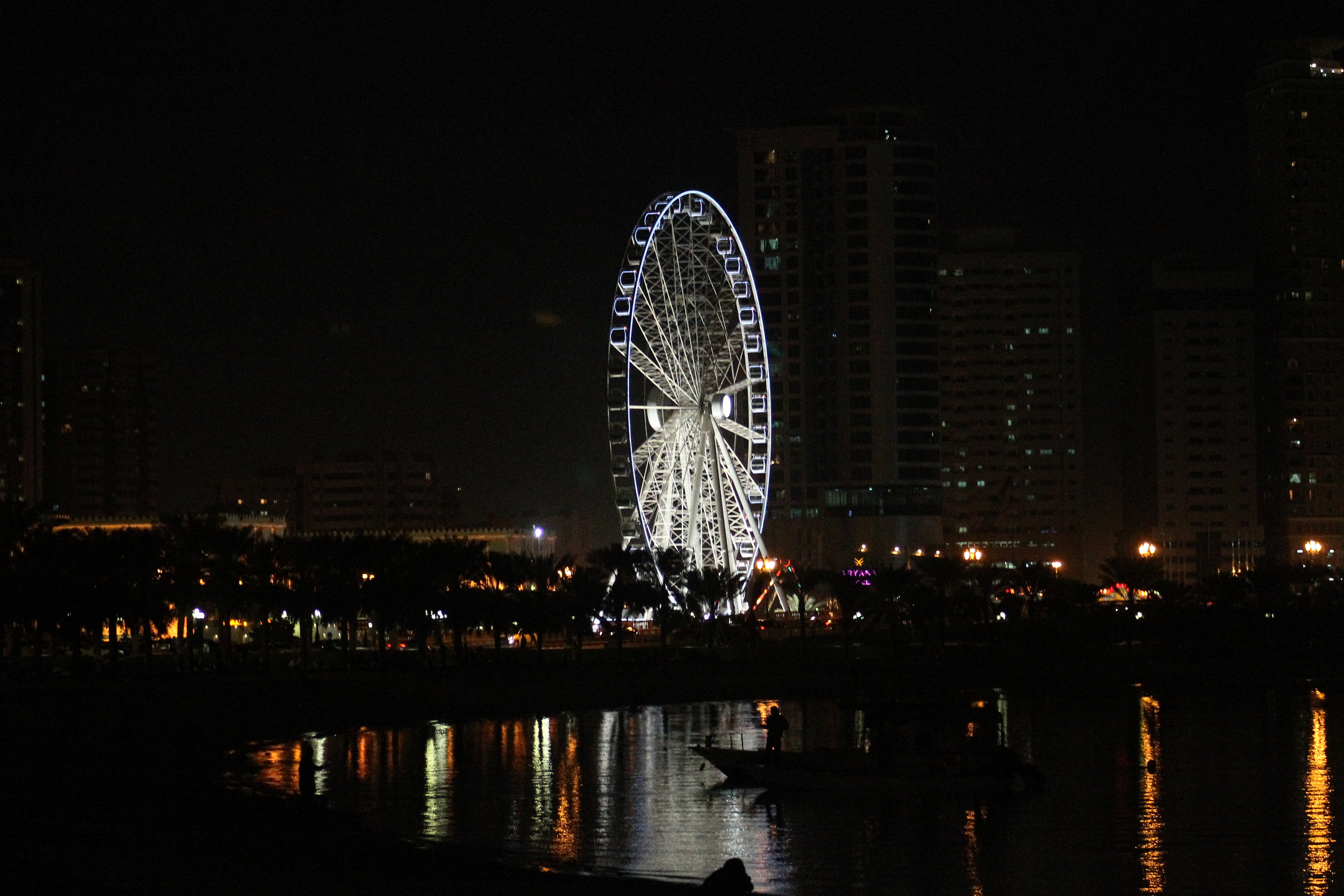
عين الإمارات

تعد معلمًا أساسيًا في قناة القصباء، وتضم العجلة التي تعد الأعلى في المنطقة ويصل ارتفاعها إلى 60 متراً و42 مقصورة مكيفة بالكامل؛ مما يوفر لمستخدميها استكشاف أروع المناظر لإمارتي الشارقة ودبي من الأعلى.

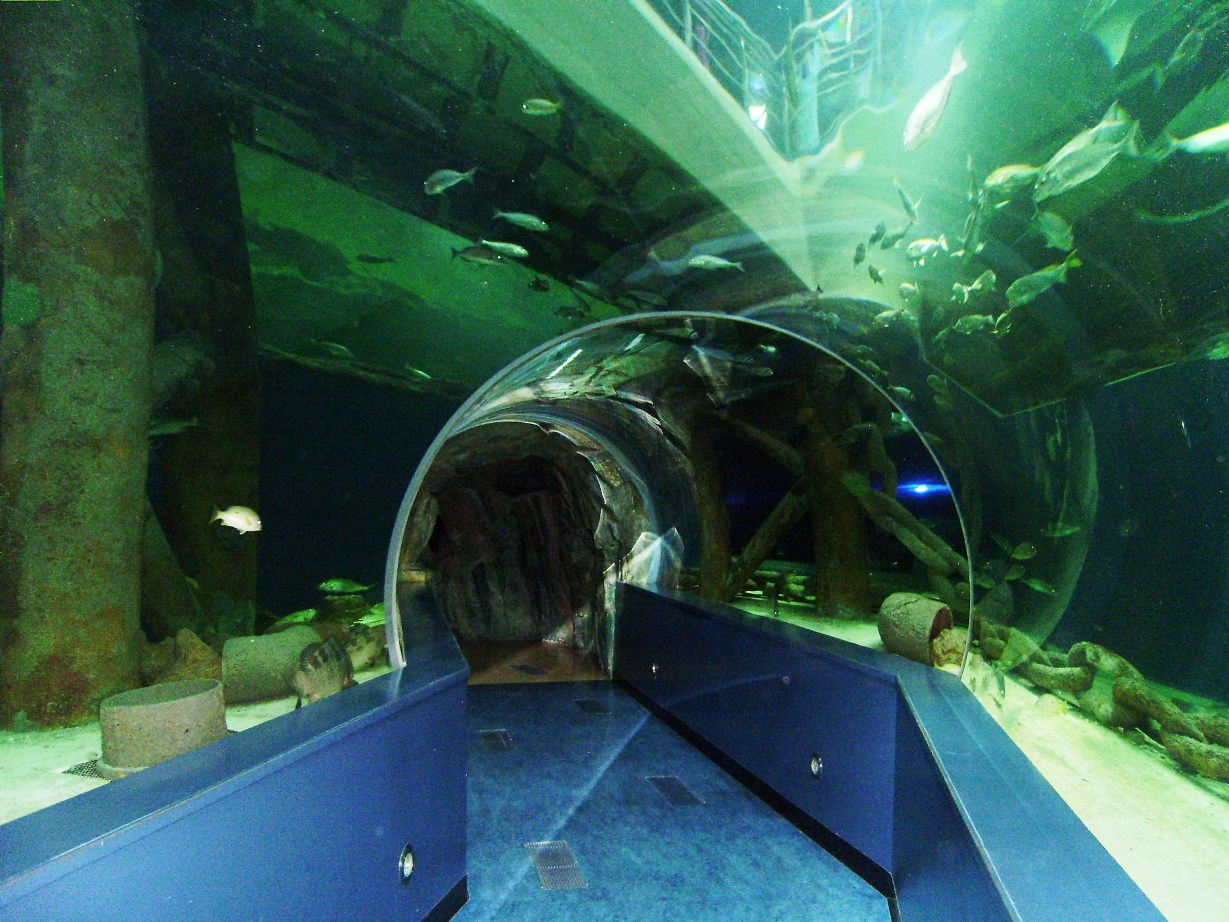
مربى الشارقة للأحياء المائية

- مربى الشارقة للأحياء المائيةمربى الشارقة للأحياء المائية

ويضم أكثر من 250 نوعاً من الأحياء البحرية، تتراوح بين الأسماك الصغيرة والكبيرة نوعًا ما، كما يوجد في المربى العديد من الحيوانات البحرية.
- مركز حيوانات شبه الجزيرة العربية

افتتح عام 1999 ويضم الحيوانات التي تعيش في شبه الجزيرة العربية، ويوفر المركز معلومات ثقافية وعلمية إلى جانب كل وسائل النزهة والمتعة والراحة والترفيه.

### عجمان
تعتبر الإمارة الأصغر بين الإمارات السبع للدولة، وتقع على ساحل الخليج العربي، تبلغ مساحتها زهاء 260 كيلومترًا مربعًا، وتجمع أهم معالم الإمارة التاريخية تراثًا عريقًا يمتد عبر سنوات طويلة من تاريخها ويتمثل في متحف عجمان، أحد المعالم التاريخية البارزة في الإمارة، وكان يمثل في السابق رمزًا للسلطة السياسية في الإمارة وخط الدفاع الأول عنها، كما يستخدم لحماية الإمارة، ويلخص الحصن الذي تم تحويله إلى متحف بأمر من الشيخ حميد بن راشد النعيمي عضو المجلس الأعلى للاتحاد حاكم عجمان تاريخ الأجداد وتراثهم، ويضم المتحف مقتنيات أثرية، وأدوات الصناعات والمهن التقليدية، والحياة الاجتماعية في الماضي.

### رأس الخيمة
تقع في شمال الإمارات، ويبلغ طول ساحلها المطل على الخليج العربي 64 كيلومتراً، وتشتهر بوجود الآثار التاريخية التي يرتبط تاريخها بالعديد من الأحداث التي شهدتها المنطقة، ومن أهم معالم الإمارة منطقة خت والنخيل، كما تضم الإمارة الكثير من الحصون والقلاع القديمة مثل: حصن ضاية وقصر الزبّاء، وآثار مدينة جلفار ووادي جلفار، كما توجد بالإمارة أبراج حراسة خاصة على الشريط الساحلي.

### أم القيوين
تقع شمال الدولة، ومساحتها 750 كيلو مترًا مربعًا، ويوجد بالإمارة العديد من المناطق السياحية أهمها:
- دريم لاند

حيث تقام الحديقة على مساحة 200 ألف متر مربع على طول شاطئ أم القيوين، وهي عبارة عن مجمع ترفيهي يضم أكبر مدينة للألعاب المائية في المنطقة.
- جزيرة السينية

وهي أكبر الجزر السياحية في المنطقة تبلغ مساحتها 90 كيلومترًا مربعًا، تمتاز بجمال طبيعتها، ويوجد بالجزيرة طيور النورس ومالك الحزين والأرانب والغزلان البرية، بالإضافة إلى بعض المواقع الأثرية التي يعود تاريخها إلى فجر الإسلام.

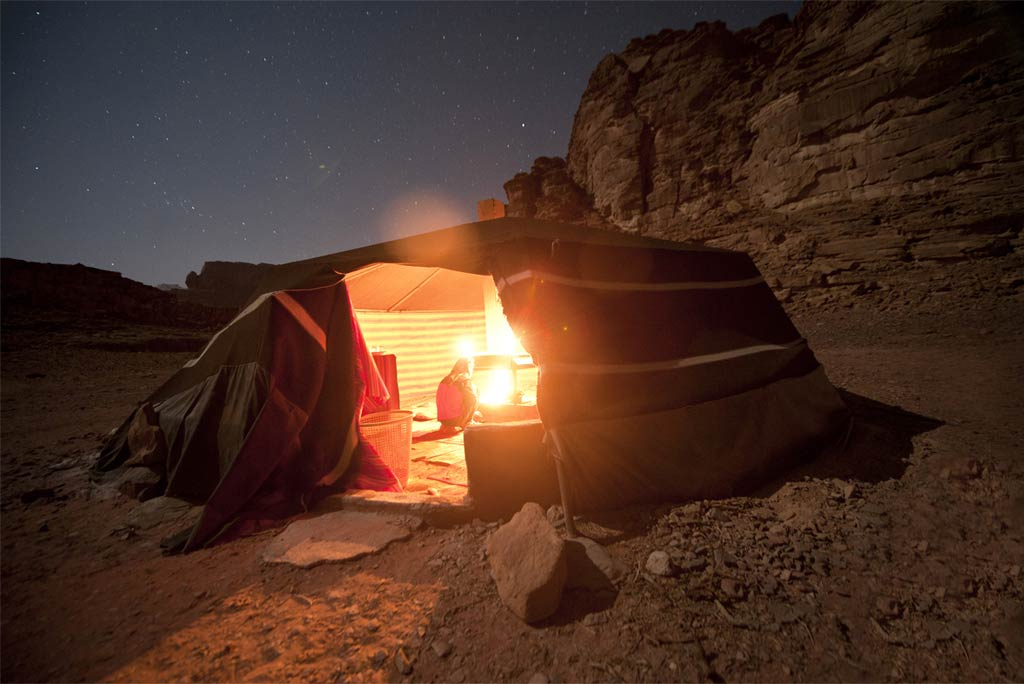
التخييم في وادي الوريعة-الفجيرة

### الفجيرة
تقع الفجيرة على خليج عمان في الجزء الشرقي من شبه الجزيرة العربية. يحدها من الشرق خليج عمان، ومن الغرب رأس الخيمة والشارقة، ومن الجنوب مدينة كلباء بإمارة الشارقة. كما تطل على ساحل عمان، وتمتد على خليج عمان بمسافة 70 كيلو مترًا.
يعد وادي الوريعة أحد المقاصد السياحية الهامة التي تقع على بعد 45 كيلومترًا شمال المدينة. كذلك، تعتبر شلالات مسافي من أبرز الوجهات السياحية التي تصب في وادي سيجي، الذي يعد من أجمل الوديان في الفجيرة.

## روابط خارجية
الموقع الإلكتروني لتجربة دبي الصحية